# ایوان رابر
ایوان رابر (انگلیسی: Avon Rubber) شرکت صنایع شیمیایی بریتانیایی است، که در سال ۱۸۸۵ تأسیس شد.